# Cercle de jeu Wagram
Le Cercle de jeu Wagram (ou Cercle Wagram) était le nom d'un établissement de jeu situé au 47 avenue de Wagram dans le 17e arrondissement de Paris. Fermé en 2011 à la suite d'une procédure judiciaire,,, il a été transformé en espace évenementiel et renommé Pavillon Wagram. Manifestations culturelles et conférences y sont organisées.

## Exploitation

### Secteur des Jeux
Exploité avec un statut associatif devenu suranné dès le XXe siècle, car laissant tout le loisir de profiter des lacunes juridico-fiscales, le Cercle Wagram fut de surcroit attribué à des familles réputées appartenir au monde criminel en récompense de services rendus durant la deuxieme guerre mondiale.
Le cercle Wagram a compté au plus fort de son activité, plus de 21.000 adhérents.

#### Affaire judiciaire
Le cercle Wagram fut au cœur d'une affaire judiciaire avec un groupe de personnes diverses, comme par exemple Jean Testanière, un médium travaillant pour le couple Balkany et la mairie de Levallois-Perret, des anciens policiers, un acteur de la série Mafiosa, un maire corse, des membres du gang de la Brise de mer menés sont accusés d'en avoir fait un lieu de banditisme et de détourner l'argent du casino pour le banditisme Corse. 
La police ferme l'établissement à la suite d'assassinats entre bandes rivales voulant s'approprier le contrôle du casino. L'ancien chef de la Direction centrale du renseignement intérieur Bernard Squarcini est poursuivi par la justice pour ses intercessions lors de cette fermeture.

### Secteur évenementiel
Le Cercle Wagram est exploité par l'entreprise de location de salles et de prestations événementielles « Lieux d'emotions ». 

## Homonymie
Ni le cercle Wagram, ni le pavillon Wagram, ne doivent être confondus avec la salle Wagram, que ne séparent que quelques mêtres ou encore avec l'hôtel Wagram.